# Kalejewo (Mari El)
Kalejewo (ros. Калеево) – wieś (dieriewnia) w Rosji, w Mari El, w rejonie siernurskim. W 2010 liczyła 588 mieszkańców.